# アンソニー (A級駆逐艦)
アンソニー (HMS Anthony, H40) はイギリス海軍の駆逐艦。A級。その名を持つ艦としては3隻目。

## 艦歴
アンソニーはスコットランド、グリーノックのスコッツ・シップビルディング・アンド・エンジニアリング社で建造され、1930年2月14日に就役した。
第二次世界大戦が勃発すると、ポートランドの第18駆逐小艦隊に配属され、イギリス海峡およびウェスタンアプローチ南部で活動した。1940年9月には漂流中の児童疎開船シティ・オブ・ベナレスの救命ボートを救助した。